# 푸아티에 백작 기욤 9세
기욤 9세(영어: William IX, 프랑스어: Guillaume, 1153년 8월 17일 ~ 1156년 4월 또는 6월)는 푸아티에의 백작이다. 영국의 군주이자 당시 노르망디 공작 앙리(훗날의 헨리 2세)와 아키텐의 엘레오노르의 첫째 아들이다. 노르망디에서 출생했는데 태어난 날이, 공교롭게도 아버지의 라이벌이었던 친척 불로뉴 백작 외스타슈 4세 가 죽은 날이었다. 그가 태어난 이듬해에 아버지 헨리 2세는 스티븐 왕을 축출하고 잉글랜드의 왕위에 오르게 된다.
두 살이 되던 1156년, 자료에 따라 차이는 있으나 4월 혹은 6월에 월링포드 성에서 병으로 사망하여 레딩 수도원에 할머니 마틸다의 아버지였던 헨리 1세 곁에 묻혔다. 당시의 상황과 어린 왕조의 사인은 기록에 남아 있지 않다. 그가 죽은 뒤 얼마 되지 않아 6월에 여동생 마틸다가 태어났다.
몇 세기 동안 아키텐 공작들은 푸아티에 백작 작위를 겸하고 있었기 때문에, 엘레오노르는 아버지로부터 물려받은 여러 작위에서 푸아티에 백작 작위를 따로 떼어내 첫째 아들에게 물려줬다. 그리고 푸아티에 백작 작위는 그가 죽음과 함께 어머니에게 다시 되돌아갔다. 몇몇 관계자는 그가 푸아티에 백작 작위 외에도 "요크 대주교" 직위도 갖고 있었다고 말하고 있으나 이는 오류일 가능성이 높다. 왜냐하면 기욤의 배다른 형 제프리와 기욤과 1살 차이밖에 나지 않으며, 이후에 그가 요크 대주교에 올랐기 때문에 이와 혼동한 것으로 보인다.

## 가계
- 아버지: 헨리 2세
- 어머니: 엘레오노르
  - 동생: 청년왕 헨리
  - 동생: 사자심왕 리처드 1세
  - 동생: 실지왕 존